# Nestor Burma et le Monstre
Nestor Burma et le Monstre est un roman policier français de Léo Malet, paru en 1946 aux éditions S.E.P.E. Il s’agit du quatrième roman de la série ayant pour héros le détective Nestor Burma.

## Résumé
En ce mois d'août 1937, l'agence Fiat Lux tourne au ralenti et Burma n'a guère de travail. Par contre, il s’agace de la concurrence du jeune journaliste René Galzat, qui se prétend « un nouveau Rouletabille » et se fait fort d'apporter une solution aux énigmes qui embarrassent la police. Il avait mis en lumière, dans une série d'articles au journal Le Crépuscule, l'escroquerie du faux baron James de Helcourt. Bientôt, Burma et Galzat vont croiser le fer.
Burma reçoit la visite à son bureau de Jacques Kessel, un adolescent de 15 ans qui a pris le contrôle, avec une bande de gamins, de la vente des journaux à Saint-Ouen en Seine-Saint-Denis. Il affirme au détective qu'on lui a tué deux membres de son "gang", dont Jean Tanneur, que son père aurait empoisonné avec des chocolats à l'arsenic.
À Saint-Ouen, l'inspecteur Faroux est déjà à pied d'œuvre. Il considère que Ferdinand Tanneur, un ancien ingénieur alcoolique, devenu simple chauffeur de taxi, est le meurtrier, notamment parce qu'il n'hésite pas à citer Edgar Allan Poe pendant son interrogatoire, et parce qu'il fréquente Paoli, le chef d'une bande de gangsters corses de Montmartre. Galzat, au contraire, croit que cette affaire implique le docteur Blouvette-Tanguy, qui a signé le permis d'inhumer et qui avait développé des théories fumeuses dans une brochure de jeunesse intitulée La Propreté nécessaire.
Burma va toutefois plus loin et révèle que le vrai coupable visait l'épouse du docteur et que le jeune Tanneur n'est qu'une victime du hasard.

## Éditions
- S.E.P.E., 1946
- Fleuve noir, Les Nouveaux Mystère de Paris no 16, 1984
- Éditions Robert Laffont, collection Bouquins, 1986 ; réédition en 2006
- 10-18, Grands détectives no 2004, 1989
- Fleuve noir, Les Aventures de Nestor Burma no 4, 1990

## Adaptation à la télévision
- 1994 : Nestor Burma et le Monstre, épisode 6, saison 3, de la série télévisée française Nestor Burma réalisé par Alain Schwarzstein, adaptation du roman éponyme de Léo Malet, avec Guy Marchand dans le rôle de Nestor Burma.

## Sources
- Jacques Baudou (dir.), Les Nombreuses Vies de Nestor Burma, Nantes, Les Moutons électriques, coll. « La Bibliothèque rouge no 18 », 2010, 333 p. (ISBN 978-2-36183-003-8, OCLC 670472170), p. 55-59.
- Francis Lacassin, Sous le masque de Léo Malet, Nestor Burma, Amiens, Encrage, coll. « Portraits » (no 4), 1991 (ISBN 978-2-906-38932-8, OCLC 406670086), p. 30-33.
- Jean Tulard, Dictionnaire du roman policier : 1841-2005. Auteurs, personnages, œuvres, thèmes, collections, éditeurs, Paris, Fayard, 2005, 768 p. (ISBN 978-2-915793-51-2, OCLC 62533410), p. 526-527.